# La Centrale
AFFICHERTITRE
Pour les articles homonymes, voir Centrale.
La Centrale est le premier roman d'Élisabeth Filhol publié le 5 janvier 2010 aux éditions P.O.L et ayant reçu la même année le Prix France Culture-Télérama.

## Résumé
Le roman décrit, à travers les yeux d'un personnage principal (Yann), le quotidien d'ouvriers intérimaires de l'industrie nucléaire. Une vie calquée sur le rythme des centrales, entre danger, solitude et précarité. Ces salariés d'entreprises sous-traitantes vivent en caravane ou à l'hôtel, se déplacent d'un site à l'autre au gré des chantiers de maintenance, unis par des liens forts de solidarité, mais usés au fil des mois par la précarité et le stress au travail dans un environnement complexe où la menace de la contamination, de recevoir la « dose », est impalpable mais toujours présente.

## Adaptation
Le film Grand Central de Rebecca Zlotowski, sorti en août 2013, même s'il n'est pas stricto sensu une adaptation du roman en est cependant largement inspiré, tant par les thèmes centraux que certains éléments narratifs et de l'intrigue.

## Éditions
- La Centrale, P.O.L, 2010  (ISBN 9782846823425)
- La Centrale, collection Folio, éditions Gallimard, 2011,  (ISBN 9782070443239).